# Túrony
Túrony è un comune dell'Ungheria di 252 abitanti (dati 2008) situato nella contea di Baranya, regione Transdanubio Meridionale